# Muriceides verrili
Muriceides verrili är en korallart som först beskrevs av Wright och Studer 1889.  Muriceides verrili ingår i släktet Muriceides och familjen Plexauridae. Inga underarter finns listade i Catalogue of Life.